# Bob Menendez
Robert (Bob) Menendez (New York, 1 januari 1954) is een Amerikaans politicus van de Democratische Partij. Hij was senator voor New Jersey van 2006 tot 2024. Voor zijn aantreden als senator, was hij tussen 1993 en 2006 lid van het Amerikaanse Huis van Afgevaardigden. Daarvoor was hij tussen 1986 en 1992 burgemeester van Union City.
Hij behaalde zijn Bachelor of Arts in politicologie aan de Saint Peter's Universiteit waarna hij in 1979 aan de Rutgers-universiteit zijn Juris Doctor haalde.
In september 2023 werden Menendez en zijn vrouw aangeklaagd voor het aannemen van steekpenningen om geheime informatie door te spelen naar de Egyptische regering via 3 zakenmannen. Menendez was in 2015 al eerder aangeklaagd vanwege het aannemen van giften van een rijke oogarts uit Florida. In die zaak werd hij niet veroordeeld omdat de jury niet tot een unaniem oordeel kon komen.
- Catàleg d'autoritats de noms i títols de Catalunya: 981058611460106706
- Gemeinsame Normdatei: 142589012
- International Standard Name Identifier: 0000 0000 5133 8213
- Library of Congress Control Number: no2007046542
- SNAC: w62w36sb
- Biographical Directory of the United States Congress: M000639
- Virtual International Authority File: 39151847
- WorldCat: E39PBJt8jyfd3JWH3cXtgx9xDq